# 1990年曼吉尔-鲁德巴地震

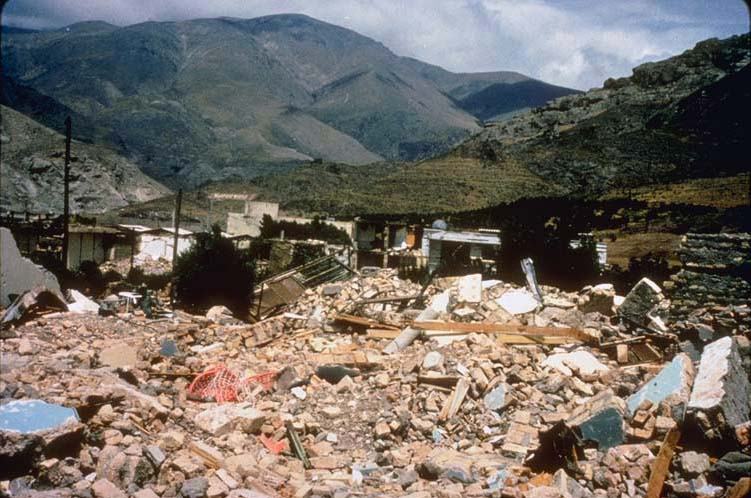
震害

1990年曼吉尔-鲁德巴地震，是1990年6月21日0點30分09秒發生於伊朗西北部的一個地震，震央位於首都德黑蘭西北部約200公里的拉什特附近。此次地震的烈度达到了10度。該次地震造成百公里半徑範圍內的廣泛破壞，有700個村被摧毀，超過300個村莊受到影響，100,000間房子遭受重大損壞或倒塌，導致4萬人死亡、6萬人受傷、50萬人無家可歸。